# Liste des escadrilles et flottilles de l'aviation navale
Cette liste des escadrilles et flottilles de l'aviation navale comprend l'ensemble des escadrilles et flottilles, actives ou dissoutes, de l'Aviation navale française depuis la fin de la Seconde Guerre mondiale.

## Liste ordonnée des escadrilles et des flottilles
- escadrille 1B
- Flottille 1F (Hellcat en 1950)
- Escadrille 1S (créée le 1er novembre 1945, renommée escadrille 2S le 1er avril 1955, renommée flottille 24F le 10 mars 2000)
- Escadrille 2S
- Flottille 3F (Helldiver en 1953-54, soutien Diên Biên Phû)
- Escadrille 3S (créée le 1er avril 1945, renommée flottille 28F le 31 mars 2000)
- Flottille 4F
- Escadrille 4E (créé en août 1940 du renommage de la E4 : d'Afrique du Nord août 1939, la E4 quitte la BAN de Port-Lyautey pour Dakar en 1940 où elle devient la 4E )[1]
- Flottille 5F
- Escadrille 5S
- Flottille 6F
- Flottille 7F (renommée Flottille 27F)
- Escadrille 8F
- Escadrille 8S
- Flottille 9F
- Escadrille 9S
- Escadrille CEPA/10S
- Flottille 11F
- Escadrille 11S (créée en 1955, dissoute le  30 juin 1997, réarmée en Établissement d'aéronautique navale de Dugny-Le Bourget en 1998)
- Flottille 12F
- Escadrille 12S
- Flottille 14F
- Flottille 15F
- Flottille 16F
- Flottille 17F
- Escadrille 20S
- Flottille 21F
- Flottille 22F (ex-Escadrille T3, réarmée et renommée Flottille 22F le 14 novembre 1953, dissoute en 1996)
- Escadrille 22S
- Flottille 23F
- Escadrille 23S
- Flottille 24F
- Flottille 25F
- Escadrille 27S
- Flottille 28F
- Flottille 31F
- Escadrille 31S
- Flottille 32F (Réactivée le 29 Juin 2023[2])
- Flottille 33F
- Escadrille 33S
- Flottille 34F
- Flottille 35F
- Flottille 36F
- Escadrille 50S (ex-Escadrille d'instruction de l'École navale créée le 24 mai 1945, renommée Escadrille 50S le 1er janvier 1946, dissoute et renommée Section des vols sportifs (SVS) le 1er avril  1964, renommée Section d'avions légers de Lanvéoc-Poulmic (SAL) le 1er janvier 1982, renommée Escadrille 50S et réarmée le 1er octobre 1984, renommée Ecole d'initiation au pilotage et escadrille 50S (EIP/50S) le 30 août 1996)
- Escadrille 51S (créée le 1er janvier 1946, dissoute et fusionnée dans l’Escadrille 52S en 1958, réarmée en 1961, dissoute le 30 août 1996)
- Escadrille 52S (dissoute et fusionnée dans l’Escadrille 51S en 1958, dissoute le 5 septembre 1997)
- Escadrille 53S (créée École de Pilotage sur Hydravions, le 1er juin 1946, École d'Hydraviation le 1er octobre 1948. Dissoute et intégrée à la flottille 27F le 1er juillet 1958)
- Escadrille 54 (crée le 1er octobre 1946. École d'aviation embarquée (EAE) le 5Me novembre 1947. Dissoute le  1er mai 1958)
- Escadrille 55S
- Escadrille 56S (créée École du Personnel Volant de l'Aéronautique maritime (EPV) en 1935, dissoute le 1er septembre 2002)
- Escadrille 57S
- Escadrille 58S (créée Groupement d'hélicoptère de la Marine le 1er juillet 1951, renommée Escadrille 58S le 1er octobre 1951, dissoute le 1er octobre 1960)
- Escadrille 59S (créée Escadrille 54S en 1946, renommée Section d'Entraînement à la Chasse de Nuit (SECN) en 1955, renommée Escadrille 59S le 1er février 1956, dissoute le 28 mars 1997)